# كانديس دوبري
كانديس دوبري (بالإنجليزية: Candice Dupree)‏ مواليد 16 أغسطس 1984 في أوكلاهوما سيتي، هي لاعبة كرة سلة أمريكية. بدأت مسيرتها الاحترافية في سنة 2006. تم اختيارها من قبل فريق شيكاغو سكاي خلال الدرافت. تلعب مع فريق فينيكس ميركوري في دوري الاتحاد الوطني لكرة السلة النسائية. وتحمل الرقم 4. يبلغ طولها 6 قدم 2 بوصة (1.9 م). حققت المركز الأول في كأس العالم لكرة السلة للسيدات 2014. فازت بلقب دوري المحترفات. شاركت 5 مرات في مباراة كل النجوم.

## الميداليات
| الميدالية | المسابقة                           |
| --------- | ---------------------------------- |
| ذهبية     | كأس العالم لكرة السلة للسيدات 2014 |

## روابط خارجية
- كانديس دوبري على موقع الاتحاد الدولي لكرة السلة (الإنجليزية)
- كانديس دوبري على موقع الاتحاد الوطني لكرة السلة النسائية (الإنجليزية)
- كانديس دوبري على موقع كرة السلة الأوروبية.كوم (الإنجليزية)
- كانديس دوبري على موقع كلية كرة السلة في سبورتس رفرنس.كوم (الإنجليزية)
- كانديس دوبري على موقع بروبوليرز (الإنجليزية)
- كانديس دوبري على موقع سبورتس رفرنس (الإنجليزية)